# Thomasomys bombycinus
Thomasomys bombycinus är en däggdjursart som beskrevs av Anthony 1925. Thomasomys bombycinus ingår i släktet paramoråttor och familjen hamsterartade gnagare. Inga underarter finns listade i Catalogue of Life.
Vuxna exemplar är 112 till 130 mm långa (huvud och bål) och svanslängden är 130 till 133 mm. Denna gnagare har 26 till 30 mm långa bakfötter och cirka 20 mm långa öron. Viktuppgifter saknas. Pälsen har på ovansidan en färg som hos torkade kryddnejlikor eller mer mörkbrun. Undersidans päls är ljus kanelbrun till orangebrun med inslag av olivgrönt. Thomasomys bombycinus har ljusbruna fötter. Artens morrhår når lite över framkanten av öronen när de böjs bakåt. På svansen förekommer tunna hår.
Arten förekommer i nordvästra Colombia. Den vistas i bergstrakter mellan 2800 och 3800 meter över havet. Individer hittades i fuktiga bergsskogar och i landskapet Páramo.
Denna gnagare är nattaktiv och den vistas främst på marken.
Landskapets omvandling till odlingsmark för illegala växter som kokabusken (Erythroxylum coca) är ett potentiellt hot mot beståndet. Thomasomys bombycinus är allmänt sällsynt. IUCN kategoriserar arten globalt som sårbar (VU).